# Lovsko Brdo
Lovsko Brdo je naselje v Občini Gorenja vas - Poljane.